# Arnold Scheibe
Arnold Scheibe (* 20. Oktober 1901 in Greiz; † 13. April 1989 in Göttingen) war ein deutscher Agrikulturbotaniker, Pflanzenzüchter und Pflanzenbauwissenschaftler. Sein offizielles botanisches Autorenkürzel lautet „Scheibe“.

## Lebensweg
Arnold Scheibe, Sohn eines Textilfabrikanten, besuchte das humanistische Gymnasium in Zeitz, absolvierte eine zweijährige Lehrzeit auf Saatzuchtbetrieben in Schlesien und studierte seit 1923 Landwirtschaft an der Technischen Hochschule München. 1926 bestand er die Prüfung zum Diplomlandwirt. Unter der Ägide von Ludwig Kießling promovierte er 1927 in München mit einer Arbeit über das Transpirationsverhalten bei der Gattung Triticum. Im gleichen Jahr ging er als Austauschstudent in die USA und nach Kanada, wo er sich mit Fragen der Resistenzzüchtung beschäftigte. Seit 1928 arbeitete er im Laboratorium für Botanik der Biologischen Reichsanstalt für Land- und Forstwirtschaft in Berlin-Dahlem. Untersuchungen von Getreidrostpilzen und Probleme der Saatgutqualität bei Hafer waren hier die Schwerpunkte seiner Forschungstätigkeit. 
1931 ging Scheibe nach Anatolien. Im Auftrag der türkischen Regierung errichtete er dort eine Saatzuchtanstalt. 1934 kehrte er nach Deutschland zurück und habilitierte sich für das Fachgebiet Pflanzenbau und Pflanzenzüchtung an der Universität Gießen mit einer Arbeit über die Wildzuckerrüben Anatoliens. 1935 leitete er die Deutsche Hindukusch-Expedition, deren Teilnehmer in Ost-Afghanistan und in Nord-West-Indien Saatgut von Wild- und Kulturpflanzen sammelten. Als Dozent am Institut für Pflanzenbau und Pflanzenzüchtung der Universität Gießen beschäftigte er sich in den folgenden Jahren vorwiegend mit dem Anbau und der Züchtung von Ölpflanzen. 1941 wurde er als Nachfolger seines Lehrers Ludwig Kießling zum ordentlichen Professor und Direktor des Instituts für Acker- und Pflanzenbau der Technischen Hochschule München berufen. Von 1941 bis 1944 leitete er als wissenschaftlicher Direktor der Kaiser-Wilhelm-Gesellschaft gleichzeitig den Aufbau eines Deutsch-Bulgarischen Instituts für landwirtschaftliche Forschungen in Sofia. 1946 schied er aus dem Lehrkörper der Technischen Hochschule München aus.
1948 übernahm Scheibe als Direktor die „Abteilung für Pflanzenbau und Züchtungsbiologie“ im Max-Planck-Institut für Züchtungsforschung mit dem Sitz auf Gut Neuhof bei Gießen. Von dort aus versah er von 1951 bis 1953 einen Lehrauftrag für Pflanzenzüchtung an der Landwirtschaftlichen Fakultät der Universität Bonn. 1951 wurde er auch zum ordentlichen Professor und Direktor des neu gegründeten Instituts für Grünlandwirtschaft und Futterbau der Justus-Liebig-Hochschule in Gießen berufen. Dadurch war seine Arbeitsstätte bei der Max-Planck-Gesellschaft in Gut Neuhof mit diesem Hochschulinstitut in Personalunion verbunden. 1955 folgte Scheibe einem Ruf an die Universität Göttingen. Als Nachfolger von Otto Tornau leitete er hier als ordentlicher Professor und Direktor das Institut für Pflanzenbau und Pflanzenzüchtung bis zu seiner Emeritierung im Jahre 1970.

## Forschungsleistungen
Das Leitmotiv der Forschungstätigkeit Scheibes war es, Kulturpflanzenforschung unter besonderer Berücksichtigung physiologischer, biochemischer und genetischer Aspekte mit den Methoden moderner Naturwissenschaften zu verwirklichen. Aufbauend auf dem gesammelten Material der Hindukusch-Expedition widmete er sich dem Anbau und der Züchtung von Feldfrüchten primär unter dem Aspekt ihrer wertbildenden Inhaltsstoffe. Zu seinen zentralen Arbeitsgebieten gehörten die züchterische Entwicklung von eiweißreichen Gersten und die Erhöhung der Öl- und Fettsäuregehalte bei Mohn, Raps und Saflor. Als einer der ersten benutzte Scheibe systematische Mutationsauslösung durch Röntgenstrahlen zur experimentellen Domestikation von Wildformen und züchterisch erwünschten Genotypen. Besondere Aufmerksamkeit widmete er der Züchtung von Erbsen. Einige von ihm gezüchtete Sorten mit hoher Standfestigkeit (fasciata-Typ) fanden in der landwirtschaftlichen Praxis eine weite Verbreitung. Insgesamt 40 Schüler führte er zur Promotion, davon 25 an der Universität Göttingen.

## Andere Tätigkeiten
Vielfältig waren die Aufgaben der akademischen Selbstverwaltung, die Scheibe während seiner Göttinger Amtszeit übertragen wurden. Im Amtsjahr 1959/60 war er Dekan der Landwirtschaftlichen Fakultät, für die Amtsjahre 1962/63 und 1963/64 wurde er zum Rektor der Universität gewählt. Während dieser Zeit musste er weitreichende Entscheidungen über den Ausbau der Göttinger Universität herbeiführen. 
Im Zusammenhang mit seinen Arbeiten zur experimentellen Mutationsauslösung mit Röntgenstrahlen und Radiochemikalien war er von 1956 bis 1967 als Mitglied der Deutschen Atomkommission Vorsitzender der „Fachkommission für Medizin, Biologie und Landwirtschaft“. Von 1957 bis 1969 gehörte er einem internationalen Beratergremium zur Förderung der Landwirtschaft im Sudan an.
Von seiner gesamten Forschungskonzeption her verstand sich Scheibe zuallererst als Agrikulturbotaniker. 63 Jahre lang war er Mitglied in der „Vereinigung für Angewandte Botanik“. Diese Fachgesellschaft war seine eigentliche wissenschaftliche Heimat. Hier sah er die physiologisch-biochemische und genetisch orientierte Kulturpflanzenforschung am besten vertreten. Von 1952 bis 1964 hat er als stellvertretender Vorsitzender und anschließend bis 1974 als Vorsitzender das wissenschaftliche Profil dieser Fachgesellschaft entscheidend mitgeprägt.
Scheibe ist Autor eines Lehrbuches über Pflanzenzüchtung, das auf den Vorlesungen aufbaute, die er seit 1949 an der Universität Bonn gehalten hat. Außerdem gehört er zu den Mitherausgebern des fünfbändigen, im Berliner Verlag Paul Parey 1952 bis 1954 erschienenen „Handbuches der Landwirtschaft“. Bis ins hohe Alter betreute er die „Zeitschrift für Acker- und Pflanzenbau“. Von  1963 bis 1981 hat er 34 Bände dieser traditionsreichen landwirtschaftlichen Fachzeitschrift herausgegeben. Die begonnene Niederschrift seiner eigenen Memoiren konnte er nicht mehr vollenden.

## Ehrungen
- 1964 Mitglied der Deutschen Akademie der Naturforscher Leopoldina zu Halle/S.
- 1965 Doctor of Laws honoris causa der University of California, Berkeley
- 1976 Ehrenmitglied der Gesellschaft für Pflanzenbauwissenschaften
- 1982 Ehrendoktorwürde der Landwirtschaftlichen Fakultät der Universität Gießen.

## Schriften (Auswahl)
- Morphologische-physiologische Untersuchungen über die Transpirationsverhältnisse bei der Gattung Triticum und deren Anwendung für Pflanzenzüchtung und Kulturpflanzenökologie. Diss. TH München 1927. Zugl. in: Angewandte Botanik Bd. 9, 1927, S. 199–281.
- Über die Wildzuckerrüben Anatoliens ... Habil. Schr. Phil. Fak. Univ. Gießen 1935. Zugl. in: Angewandte Botanik Bd. 16, 1934, S. 305–349.
- Deutsche im Hindukusch. Bericht der Deutschen Hindukusch-Expedition 1935 der Deutschen Forschungsgemeinschaft. Herausgegeben von Arnold Scheibe. Karl Siegismund Verlag Berlin 1937 = Deutsche Forschung. Schriften der Deutschen Forschungsgemeinschaft, Neue Folge, Bd. 1 (mit 120 Abbildungen und 12 Karten).
- Einführung in die Allgemeine Pflanzenzüchtung. Lehrbuch für Studierende der Landwirtschaft, des Gartenbaus und der Forstwirtschaft sowie für die züchterische Praxis in 30 Vorlesungen. Verlag Eugen Ulmer, Ludwigsburg 1951.
- Hülsenfruchtbau. In: Handbuch der Landwirtschaft, 2. Auflage. Bd. 2, Pflanzenbaulehre. Verlag Paul Parey, Berlin/Hamburg 1953, S. 248–317.
- Über Werden und Vergehen der Kulturpflanzen (= Göttinger Universitätsreden. Heft 38). Verlag Vandenhoeck & Ruprecht, Göttingen 1963.
- Die Bedeutung der wissenschaftlichen Institute für die private Pflanzenzüchtung. Berichte über Landwirtschaft N. F., 200. Sonderheft. Verlag Paul Parey, Berlin/Hamburg 1987.